# Gnaeus Minicius Faustinus Sextus Iulius Severus

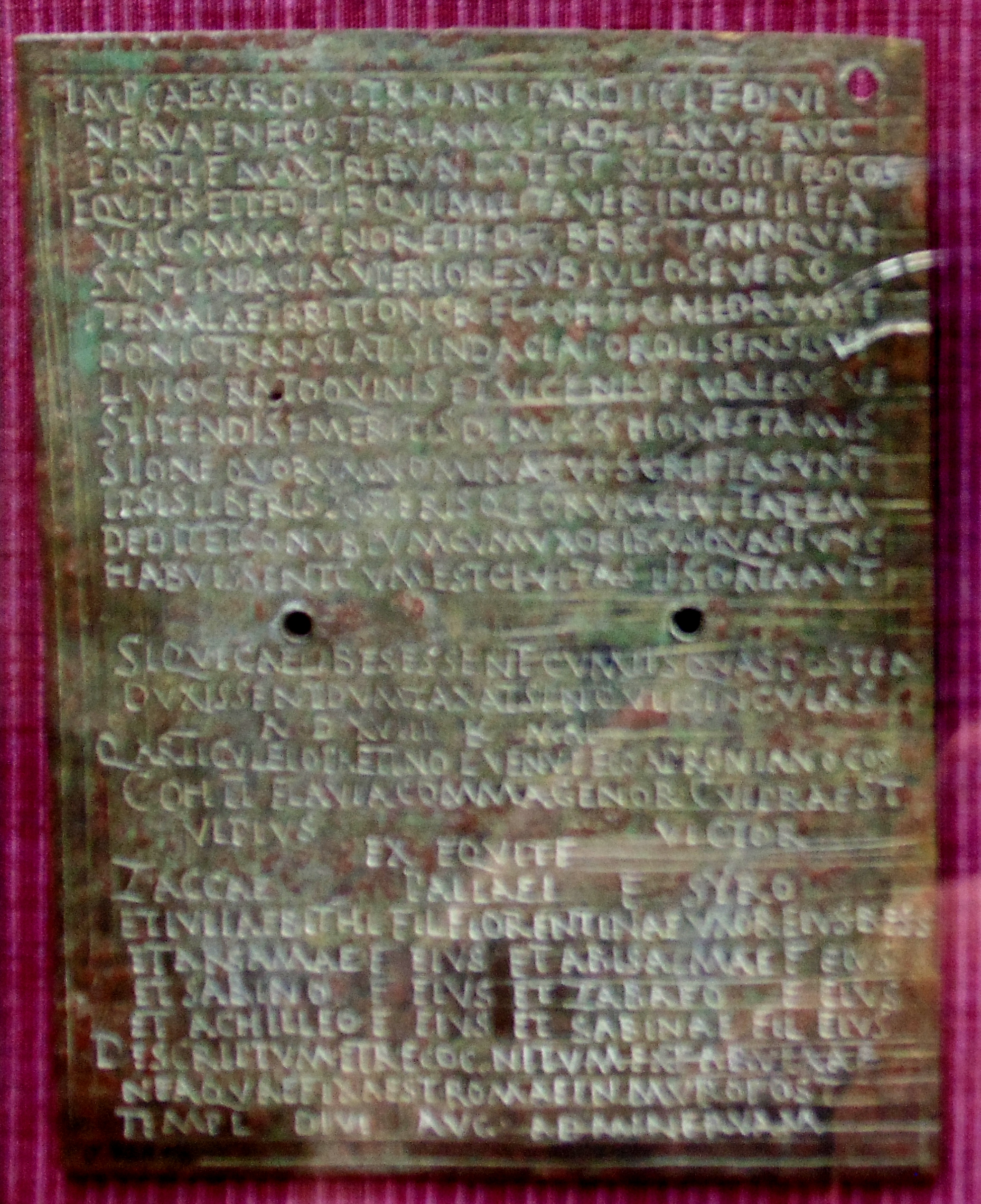
Das Militärdiplom datiert auf den 14. April 123

Gnaeus Minicius Faustinus Sextus Iulius Severus (fl. 120–136) war ein römischer Senator, Suffektkonsul, Statthalter und Feldherr.
Er stammte aus Aequum (Čitluk) in der Provinz Dalmatia und war wahrscheinlich ein Nachkomme von Sextus Iulius Silvanus, einem Veteranen der Legio VII Claudia, der sich in Aequum niedergelassen hatte und summus curator der dortigen römischen Bürgerschaft war. In den 130er Jahren wurde er anscheinend von Gnaeus Minicius Faustinus adoptiert.
Die Ämterlaufbahn des Sextus Iulius Severus ist ungewöhnlich gut durch epigraphische Quellen belegt. Drei Inschriften von Ehrenstatuen, die in seiner Heimatstadt Aequum und dem benachbarten Legionslager Burnum aufgestellt waren, bezeugen seine gesamte Laufbahn bis zur Statthalterschaft in Syria Palaestina. In Moesia wird er auf einer Dedikation an Mithras genannt und auf zwei Inschriften in Britannien. Hinzu kommen die in seiner Amtszeit ausgestellten Militärdiplome: aus Dakien sind 14 dieser Dokumente bekannt und zwei aus Britannien.
Sextus Iulius Severus wurde offenbar schon in jungen Jahren gefördert. Er wurde Militärtribun in der Legio XIV Gemina und danach Legat der gleichen Legion in Pannonia Superior. Zwei Militärdiplome belegen, dass er im Juni 120 bereits Statthalter der prätorischen Provinz Dacia Superior war. Falls er der erste reguläre Statthalter in dieser reorganisierten Provinz war, hätte er dieses Amt im Jahr 119 angetreten. Wie ein anderes Militärdiplom von 126 zeigt, hatte er dieses Amt ungewöhnlich lange inne.
In den letzten drei Monaten des Jahres 127 war er Suffektkonsul. Anschließend war er etwa drei Jahre lang Statthalter der konsularischen Provinz Moesia Inferior und danach von 131/32 bis 133/34 Statthalter in Britannien.
Kaiser Hadrian entsandte ihn zur Niederschlagung des Bar-Kochba-Aufstands nach Judäa, wo Sextus Iulius Severus im Jahr 134 eintraf. Er brachte militärische Verstärkung aus Britannien mit ins Kriegsgebiet, darunter möglicherweise die Legio IX Hispana. Cassius Dio schreibt ihm das Verdienst zu, nach anfangs hohen römischen Verlusten die Aufständischen besiegt zu haben. Nach dem Ende des Krieges wurde er von Hadrian mit den ornamenta triumphalia ausgezeichnet. Zwei künftige Statthalter von Britannien dienten unter seinem Kommando: Quintus Lollius Urbicus und Gnaeus Iulius Verus.